# Cryptolabis diversipes
Cryptolabis diversipes är en tvåvingeart som beskrevs av Alexander 1939. Cryptolabis diversipes ingår i släktet Cryptolabis och familjen småharkrankar.
Artens utbredningsområde är Costa Rica. Inga underarter finns listade i Catalogue of Life.